# Oleh Berežnyj
Oleh Mykolajovyč Berežnyj (in ucraino Олег Миколайович Бережний?; Sumy, 18 gennaio 1984) è un biatleta ucraino.
È indicato anche con la variante russa del suo nome, Олег Николаевич Бережной (Oleg Nikolaevič Berežnoj).

## Biografia
In Coppa del Mondo ha esordito il 26 novembre 2005 a Östersund (68°) e ha ottenuto il primo podio il 14 dicembre 2008 a Hochfilzen (3°).
In carriera ha preso parte a due edizioni dei Campionati mondiali (18° nell'indivuduale a Chanty-Mansijsk 2011 il miglior piazzamento).

## Palmarès

### Mondiali juniores
- 1 medaglia:
  - 1 bronzo (individuale ad Alta Moriana 2004)

### Coppa del Mondo
- Miglior piazzamento in classifica generale: 57º nel 2008
- 1 podio (a squadre):
  - 1 terzo posto